# The Dependables
Pour plus de détails, voir Fiche technique et Distribution.
The Dependables est un film canadien réalisé par Sidney J. Furie, sorti directement en vidéo en 2014.

## Synopsis
Cinq anciens militaires américains sortent de leur retraite pour sauver leurs petits-enfants soldats, retenus en Afghanistan par les Talibans.

## Fiche technique
Sauf indication contraire, les informations mentionnées dans cette section peuvent être confirmées par la base de données cinématographiques IMDb,  présente dans la section « Liens externes ».
- Titre original : The Dependables
- Titre alternatif : Pride of Lions
- Réalisation : Sidney J. Furie
- Scénario : Richard Watson
- Direction artistique : Jenny Plaunt
- Décors : Keith Bowser
- Costumes : Soo Luen Tom
- Photographie : Curtis Petersen
- Montage : Saul Pincus
- Musique : Craig McConnell
- Production : Gary Howsam et Bill Marks

Producteur délégué : Julius R. Nasso
- Société de production : Pride of Lions Films
- Société de distribution : Moonstone Entertainment
- Pays d'origine : Canada
- Langue originale : anglais
- Format : couleur
- Genre : comédie, action, guerre
- Durée : 101 minutes
- Dates de sortie en vidéo[1] : 
  -  Canada : 3 juin 2014
  -  France : 2 juin 2015[2]

## Distribution
- Bo Svenson : Mick Skinner
- Margot Kidder : Jean Dempsey
- Louis Gossett Jr. : Lou Jones
- Seymour Cassel : Dominic Ackers
- Cedric Smith : Paul Stansy
- Tom Jackson : sergent Robinson
- Corey Sevier : Matt Stasny

## Production

### Genèse et développement
Le film rappelle de nombreux anciens films de guerre et d'action américains. Le réalisateur Sidney J. Furie avait auparavant réalisé des films de guerre comme Aigle de fer (1986), dans lequel Louis Gossett Jr. tenait le rôle principal. L'acteur Bo Svenson a quant à lui joué dans plusieurs films de guerre comme La Kermesse des aigles (1975), Une poignée de salopards (1978) ou encore Le Maître de guerre (1986). Margot Kidder a elle aussi joué dans La Kermesse des aigles et a tourné Superman 4 avec Sidney J. Furie.
Initialement intitulé Pride of Lions, le film est ensuite rebaptisé The Dependables, en clin d’œil à la série de films Expendables.

### Tournage
Le tournage a eu lieu en Ontario, notamment à Toronto et Sault-Sainte-Marie.